# Arding e Hobbs

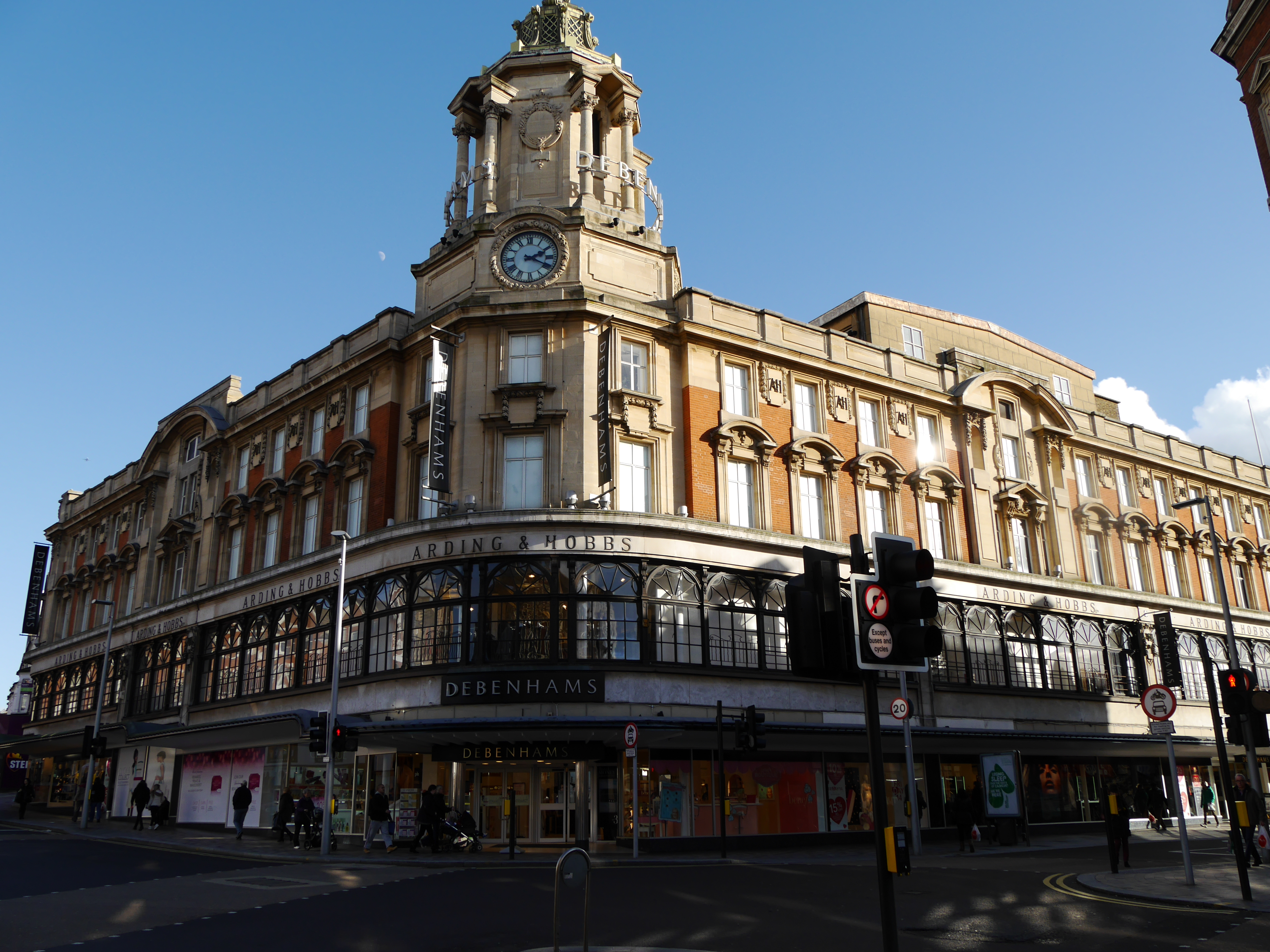
Arding e Hobbs

Arding e Hobbs é um edifício na junção de Lavender Hill e St John's Road, Battersea, Londres.
Arding e Hobbs foi construído no ano de 1910 no estilo barro Eduardiano e o arquiteto responsável pelo projeto foi James Gibson.
Anteriormente administrado por Allders (a partir de final dos anos 1970 até que o grupo entrou na administração e posteriormente foi quebrado e vendido) é agora uma filial da Debenhams, uma loja de departamentos.